# Девушка по соседству
«Девушка по соседству» (англ. The Girl Next Door) — фильм 2007 года, снятый по мотивам одноимённого романа Джека Кетчама, основанного на подлинной истории убийства Сильвии Лайкенс.

## Сюжет
События в фильме описываются рассказчиком Дэвидом Морэном. В начале XXI века он, уже будучи старше 60 лет, оказывается свидетелем того, как машина сбивает бездомного, и спасает его, делая искусственное дыхание рот в рот, а затем вспоминает, как летом 1958 года, будучи молодым, он познакомился с новыми соседками: девушками Мэг и Сьюзен Лолин, после трагической гибели родителей переехавшими к своей тёте Рут Чендлер, ставшей их опекуном. Дэвид начинает испытывать симпатию к Мэг.
Сначала Рут придирается к сёстрам и оскорбляет их, при этом морит Мэг голодом, мотивируя это тем, что и без того стройной девушке якобы надо худеть, и бьёт Сьюзен, а затем помещает связанную Мэг в подвал и приглашает своих троих сыновей и их друзей поучаствовать в пытках и издевательствах над ней. Гости, кроме Дэвида и девушек, охотно участвуют в издевательствах; Дэвид, который испытывает к девушке сострадание, хочет спасти её, но не знает как: он понимает, что в одиночку ему не справиться, при этом ему не хватает смелости рассказать родителям правду. В конце концов Дэвид тоже оказывается в подвале связанным рядом с Мэг и Сьюзен. Спустя время, после того как Рут со своими сыновьями и их друзьями уходит из подвала, он самостоятельно освобождается от верёвки, связывающей его руки, и устраивает пожар. После этого в подвал входит Рут, которую Дэвид убивает костылём, нанося ей несколько ударов по голове, затем в подвал врываются привлечённые дымом полицейские, но спустя несколько минут Мэг умирает.

## В ролях
| Актёр              | Роль                   |
| ------------------ | ---------------------- |
| Уильям Атертон     | Дэвид Морэн в XXI веке |
| Дэниел Манш        | Дэвид Морэн            |
| Бланш Бейкер       | Рут Чендлер            |
| Блайт Оффарт       | Мэг Лолин              |
| Мэделайн Тэйлор    | Сьюзен Лолин           |
| Грэм Патрик Мартин | Уилли Чендлер-мл.      |
| Кевин Чемберлин    | офицер Дженнингс       |
| Грант Шоу          | мистер Морэн           |
| Кэтрин Мэри Стюарт | миссис Морэн           |
| Майкл Зеген        | Эдди                   |
| Марк Марголис      | бездомный              |
| Джек Кетчам        | работник карнавала     |

## Фильм в России
В России фильм известен также под ошибочным названием «Девушка напротив». Ошибка проявляется как на уровне перевода (дословный перевод «Соседка»), так и на уровне сюжета фильма — Мэг жила в доме рядом, а не в доме напротив.

## Награды
В 2008 году на Park City Film Music Festival фильм стал победителем в категории «выдающееся достижение в музыке фильма» («Outstanding Achievement in Film Music»).